# Våla tingslag
Våla tingslag var ett tingslag i Västmanlands län i Västmanlands östra domsaga.    
Tingslaget uppgick 1888 i Västmanlands östra domsagas tingslag.

## Ingående områden

### Socknarna i häraderna
- Våla härad